# 마쓰다 에이타로
마쓰다 에이타로(일본어: 松田 詠太郎, 2001년 5월 20일~)는 일본의 축구 선수이다.

## 구단 경력
그는 2020년 J1리그의 요코하마 F. 마리노스에 입단했다. 2020년 J3리그의 SC 사가미하라로 임대 이적했다. 8월 요코하마 F. 마리노스로 복귀했다. 2021년 J2리그의 오미야 아르디자로 임대 이적했다. 2022년 알비렉스 니가타로 임대 이적했다. 2022년 J2리그 우승으로 J1리그로 승격했다. 2024년까지 알비렉스 니가타에서 82경기에 출전하여, 5득점을 넣었다. 2025년 요코하마 F. 마리노스로 복귀했다.